# Microplitis viduus
Microplitis viduus är en stekelart som först beskrevs av Johannes Friedrich Ruthe 1860.  Microplitis viduus ingår i släktet Microplitis och familjen bracksteklar. Inga underarter finns listade i Catalogue of Life.